# Chattanooga Valley
Chattanooga Valley – jednostka osadnicza w Stanach Zjednoczonych, w stanie Georgia, w hrabstwie Walker.